# 財政部長宮

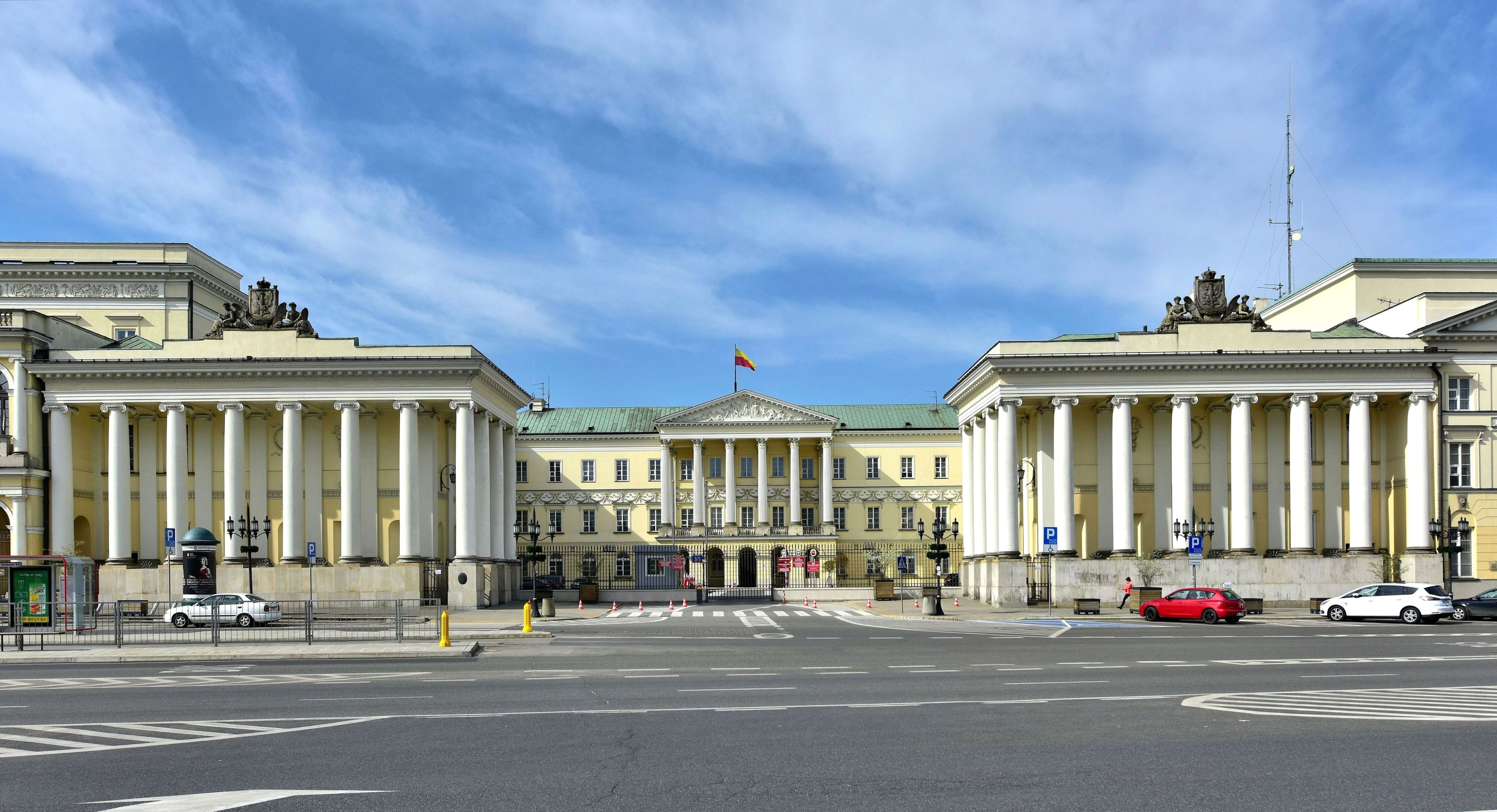
財政部長宮

財政部長宮（波蘭語：Pałac Komisji Rządowej Przychodów i Skarbu）是位於波蘭首都華沙銀行廣場的一座宮殿建築。現在該建築並非用於財政部辦公，而是華沙市的市政廳。該建築在二戰期間被毀，戰後重建。